# نهر فيليوي
نهر فيليوي Vilyuy (أيضًا Vilyui ، (بالروسية: Вилю́й)‏ ؛ Yakut ، Bülüü ، أصد: ‎[bylyː]‏ هو نهر في هضبة سيبيريا الوسطى، وهو أطول روافد نهر لينا. يبلغ طول نهر فيليوي حوالي 2650 كم، ويتدفق معظمه داخل جمهورية ساخا. يغطي حوضه مساحة تُقدَّر بحوالي 491000 كم2.
```
يمر نهر فيليوي في منطقة okrug المتمتعة بالحكم الذاتي، ثم يتدفق شرقًا إلى Sakha. ثم ينعطف باتجاه الجنوب والجنوب الشرقي، ثم يعود باتجاه الشرق، ويدخل إلى نهر لينا أخيرًا على بعد حوالي 350 كم من المصب من 
ياكوتسك
، بالقرب من سانجار. يوجد إلى الغرب من Vilyui وChona حوض 
نهر تونجوسكا
. حوض نهر فيليوي ذو كثافة سكانية منخفضة. تشمل المستوطنات الصغيرة على طول النهر 
Vilyuysk
 
وVerkhnevilyuysk
 وSuntar 
وNyurba
.
```

## التاريخ
تم ذكر النهر لأول مرة في القرن السابع عشر فيما يتعلق بالغزو الروسي لسيبيريا. في عام 1634، أنشأ القوزاق الروس برئاسة فوين شاخوف مستوطنة شتوية عند التقاء نهري فيليوي وTyuken. كانت هذه المستوطنة بمثابة المركز الإداري للمنطقة لعدة عقود، وبعد ذلك تم نقلها إلى منطقة يولونيوك على مسافة حوالي 45 كم من نهر فيليوي، حيث تأسس أستروغ (مستوطنة محصنة) من Olensk (الآن فيليويسك) في عام 1773.

في الخمسينيات من القرن الماضي، تم اكتشاف رواسب الماس في المنطقة، على بعد حوالي 700 كيلومتر (430 ميل) من مصب النهر. أدى ذلك إلى بناء منجم مير، إلى جانب طرق الوصول والمطار، ومجمع سد فيليوي لتوليد الطاقة اللازمة لمركزات الماس.

## حالة النهر خلال العام
يتجمد النهر خلال فصل الشتاء، ومتوسط درجة الحرارة السنوي في النهر هو ناقص 8 درجات مئوية. يبدأ في التجمد من شهر أكتوبر، ويبدأ ذوبان الجليد في منتصف شهر مايو. يرتفع المستوى خلال فيضان الربيع إلى 10-15 مترًا.
يبلغ معدل تدفق الماء في النهر عند مستوطنة Chernyshevski حوالي 600 متر مكعب / ثانية، وفي منطقة Suntar يبلغ 742 متر مكعب / ثانية، أما بالقرب من المصب فيبلغ 1461 متر مكعب / ثانية. ويكون الحد الأقصى للتدفق في فصل الربيع حيث يبلغ متوسط التدفق ما بين 10000 إلى 15000 متر مكعب / ثانية، وكانت القيم الشتوية الدنيا قبل إنشاء محطات الطاقة الكهرومائية على النهر تتراوح بين 2 و5 متر مكعب / ثانية.